# Sztrigy

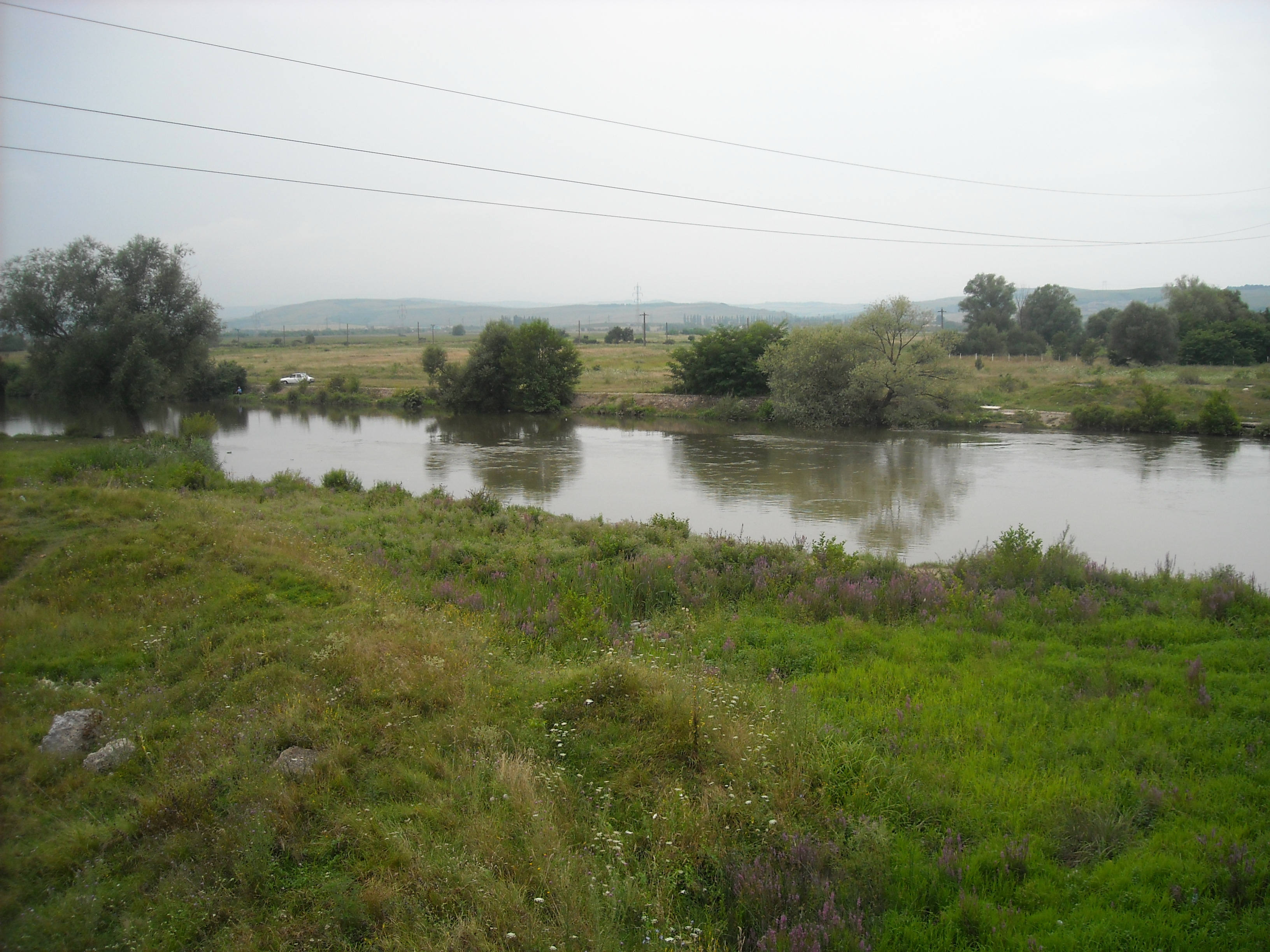
A Sztrigy Pusztakalánnál 2010 augusztusában

A Sztrigy (románul: Strei, németül: Strell) a Maros baloldali mellékfolyója, ami a Kudzsiri-havasokban, a Pârâul Cald és a Pârâul Rovinei patakok összefolyásából keletkezik, de Nagybár fölött inkább Petrosz-pataknak nevezik. Nagybárig délnyugat, onnan északnyugat, majd Csopea után észak felé folyik. Összegyűjti a Hátszegi-medence vízfolyásait és Ópiskinél a Maros folyóba ömlik. Hossza mintegy 90 km. Jelentékenyebb mellékvize a Sebes, melyet Őralja-Boldogfalvánál vesz fel. Bem 1849-ben a piski Sztrigy-híd birtoklásáért vívta a császáriakkal a véres piski csatát. Hét kisebb vízerőmű található rajta.

## Nevének eredete
Kniezsa István szerint a folyó neve az indoeurópai alapnyelvben meglévő *sreu ~ *streu ('folyni' - vö. angol 'stream') gyökre megy vissza, bár a képzése nem világos. A név eredeti alakja a román és a német név alapján kétségtelenül *Stril‘ ~ *Strel‘ volt, amelyből a magyarban a többször igazolható l‘→gy hangváltozással fejlődött a Sztrigy. Véleménye szerint, a magyar nevet kétségtelenül a szlávok közvetítették. Kiemeli, hogy a Hunyadi-medence fő vizének környezetében jelentős szláv népességre utalnak a helynevek a 10–11. században, és a folyónak a helyi vízrendszerben betöltött meghatározó szerepe kizárja, hogy késői, 12–13. századi szláv betelepülőktől származzon. Schütz István rámutatott, hogy az indo-európai nyelvek az sr- mássalhangzó-torlódást kétféleképpen oldották fel. A trák és dák nyelvek, az illír, az albán, a balti-szláv és a germán nyelvek az indoeurópai gyökszavak szókezdő sr- mássalhangzó csoportjába egy -t- hangot ékeltek. A *sreu ('folyni') jelentésű gyökszóból ilyen -t- közbeiktatásával keletkeztek az olyan folyónevek mint a Sztrij (Ukrajna), a Sztruma (Bulgária), és a Strem-patak (Magyarország).

## Mellékvizei
- Bal oldali mellékvizek:

Sasu, Jigureasa, Jiguroșița, Crivadia, Bărușor, Valea Verde, Bărbat, Rușor, Râul Alb, Paroș, Sălaș, Râul Mare, Silvaș, Valea Râpelor, Nădăștia, Sâncrai
- Jobb oldali mellékvizei:

Ohaba, Văratec, Valea Mare, Valea Tiliilor, Gânțaga, Valea Voinii, Valea Luncanilor, Săcel, Valea Făgetului

## Települések a folyó mentén
Petrosz (Petros), Nagybár (Baru), Mezőlivádia (Livadia), Puj (Pui), Galac (Galați), Rusor (Rușor), Bajesd (Băiești), Kőaljaohába (Ohaba de sub Piatră), Csopea (Ciopeia), Hátszegváralja (Subcetate), Kovrágy (Covragiu), Oláhbrettye (Bretea Română), Magyarbrettye (Bretea Streiului), Russ (Ruși), Zeykfalva (Strei), Sztrigyszentgyörgy (Streisângeorgiu), Pusztakalán (Călan), Batiz (Batiz), Bácsi (Băcia), Tompa (Tâmpa), Piski (Simeria)